# Jean Jacoby

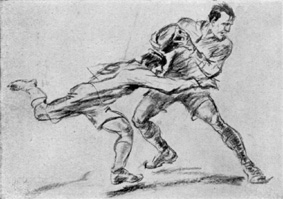
Rugby

Jean Lucien Nicolas Jacoby (ur. 26 marca 1891 w Luksemburgu, zm. 9 września 1936 w Miluzie) – luksemburski artysta, malarz i rysownik. Dwukrotny złoty medalista w Olimpijskim Konkursie Sztuki i Literatury.
Dzieciństwo spędził w Molsheim w Alzacji. Ukończył École des Beaux-Arts w Strasburgu. Pracował jako nauczyciel malarstwa i malarz kościelny. Po powrocie do Strasburga pracował w zakładzie poligraficznym, był również ilustratorem (w latach 1926–1934) czasopism publikowanych przez niemieckie wydawnictwo Ullstein Verlag. Zmarł na atak serca.
Jacoby, jako dwukrotny złoty medalista, jest najbardziej utytułowanym uczestnikiem Olimpijskich Konkursów Sztuki i Literatury. W 1924 zdobył złoty medal w dziedzinie malarstwa, za cykl Corner, Départ i Rugby, a w 1928 złotem nagrodzono jego rysunek Rugby.